# Рикарда Хух (награда)
Международната литературна награда „Рикарда Хух“ (на немски: Ricarda-Huch-Preis) е учредена от град Дармщат през 1978 г. за възпоменание на поетесата Рикарда Хух. Присъжда се на всеки три години. Паричната премия е в размер на 12 250 €.
Отличието се присъжда на лица, „чието дело до голяма степен е определено от независима мисъл и смели действия и които издигат идеалите на хуманността и разбирателството между народите като ценности в историческата и културната идентичност на европейското общество“.

## Носители на наградата
- Фридрих Луфт (1978)
- Марсел Райх-Раницки (1981)
- Зигфрид Унзелд (1984)
- Херта Мюлер (1987)
- Мартин Валзер (1990)
- Адолф Мушг (1993)
- Александер Клуге (1996)
- Игнац Бубис (1999)
- Франтишек Черни (2002)
- Орхан Памук (2005)
- Хана Крал (2008)
- Сибиле Левичаров (2011)
- Барбара Хонигман (2015)
- Фердинанд фон Ширах (2018)